# Breitenauer See
Der Breitenauer See (Rückhaltebecken Breitenau) ist ein Stau- und Badesee im Tal der Sulm auf dem Gebiet von Obersulm und Löwenstein im Landkreis Heilbronn (Baden-Württemberg). Der Breitenauer See ist gemessen an der Dauerstaufläche der größte See im Regierungsbezirk Stuttgart und liegt am Nordwestrand des Naturparks Schwäbisch-Fränkischer Wald im Landschaftsschutzgebiet Oberes Sulmtal. Die Schwäbische Weinstraße und wie auch die Schwäbische Dichterstraße führen an ihm vorbei. Er dient nicht nur als Hochwasserrückhaltebecken, sondern ist auch von einem Naherholungsgebiet umgeben.

## Geschichte
Nach den verheerenden Hochwasserschäden der 1960er und 1970er Jahre errichtete ihn der 1973 gegründete Wasserverband Sulm in den Jahren 1975 bis 1980 zum Hochwasserschutz vor allem für Neckarsulm und dessen Industriegebiete. Der See wurde nach dem nahe gelegenen Breitenauer Hof benannt und ist ständig teilweise eingestaut. 1986 wurde der Breitenauer See für die Öffentlichkeit freigegeben.
Ab Dezember 2020 wurde der Breitenauer See für fällige Sicherheitsüberprüfungen komplett abgelassen, was mehrere Monate dauerte. Ab Spätsommer 2021 wurde der See dann neu angestaut, bis er im Frühjahr 2023 wieder gefüllt war. Zuvor wurde der See im Winter 1995/1996 vollständig abgelassen.

## Staubecken
Durch Aufstauen der Sulm entstand ein Staubecken mit 2,3 Mio. Kubikmeter Wasserinhalt und 40 Hektar Wasserfläche. Bei Hochwasser wächst die Seefläche auf rund 47 Hektar an. Der See ist 1500 Meter lang und zwischen 200 und 500 Meter breit. Der Damm ist 425 Meter lang und 21 Meter hoch. Die Wassertiefe am Damm beträgt 16 Meter.

## Nutzung
Das Naherholungsgebiet Breitenauer See umfasst Wassersportanlagen für Segler und Surfer, einen Campingplatz und eine etwa 400 Meter lange, abgegrenzte Badebucht mit rund 10 Hektar Liegewiese. Auch Rudern, Paddeln und Tretbootfahren sowie Angeln sind möglich. In der Umgebung gibt es 60 Kilometer markierte Wander- und Radwege. Jährlich besuchen 400.000 bis 500.000 Menschen die Anlagen, die der Naherholungszweckverband Breitenauer See unterhält. Der am See gelegene, mehrfach ausgezeichnete Campingplatz Heilbronn bietet 400 Standplätze zu je 100 Quadratmeter und 70 Zeltplätze.
Der See ist Angelgewässer des Fischereivereins Breitenauer See, der ihn auch mit Fischen besetzt. Ihr Bestand hat ein Gesamtgewicht von zehn bis zwölf Tonnen und sie vermehren sich in geringem Maße auch selbständig. Alle gängigen heimischen Fischarten kommen vor, darunter Karpfen, Brachsen, Karauschen, Barsche, Zander, Welse und Hechte. Der See ist auch Heimat mehrerer vermutlich ausgesetzter Wasserschildkröten. Der Galizische Sumpfkrebs lebt hier in großer Zahl; im Jahr 2009 wurden dort 2500 Exemplare dieser Krebsart gefangen. Auch Edelkrebse lebten im Breitenauer See, fielen aber der spätestens 2013/2014 mit dem Roten Amerikanischen Sumpfkrebs eingeschleppten Krebspest zum Opfer. Stand 2016 leben nach Schätzungen des Fischereivereins Tausende Rote Amerikanische Sumpfkrebse im See, aber keine Edelkrebse mehr. Während des vollständigen Ablassens des Sees 2020/2021 wurden die invasiven Sumpfkrebse abgesammelt und der Bestand reduziert.